# 김은진
김은진은 대한민국의 뮤지컬 배우, 보컬트레이너다. JMSTAR 엔터테인먼트의 보컬트레이너를 역임했다.

## 방송
- 가스펠스타C 4 (2014) - Top10

## 음반
- 제7회 현인가요제 (2011)
- 가스펠스타C 시즌4 (2014)
- 2015 오월창작가요제 실황음반 (2015)

## 공연
- 넌센스 - 허버트 역
- 여기는 옹메골 - 옥주 역

## 수상
- 2007 부산대학교 가요제 시월제 대상
- 2007 국제가요제 대상
- 2009 ksme 성악 콩쿠르 3위
- 2011 부산외국어대하교 주최 외성창작가요제 대상
- 2011 한국연예예술협회 주최 mbc 현인가요제 금상
- 2015 오월창작가요제 동상